# Camillina madrejon
Camillina madrejon är en spindelart som beskrevs av Norman I. Platnick och Murphy 1987. Camillina madrejon ingår i släktet Camillina och familjen plattbuksspindlar.
Artens utbredningsområde är Paraguay. Inga underarter finns listade.